# Oleg Cokow
Oleg Jurjewicz Cokow (ros. Олег Юрьевич Цоков; ur. 23 września 1971 w Gʻazalkencie, zm. 11 lipca 2023 w Berdiańsku) – rosyjski wojskowy, generał porucznik służący w Wojskach Zmechanizowanych Federacji Rosyjskiej. W latach 2022–2023 brał udział w rosyjskiej inwazji na Ukrainę. Uczestniczył w atakach rakietowych na ukraińskie miasta. W 2022 roku dowodził 144 Dywizją Strzelców Zmotoryzowanych. We wrześniu 2022 roku został ranny w wyniku ukraińskiego ostrzału Swatowego w obwodzie ługańskim. 11 lipca 2023 roku zginął w wyniku ataku rakietowego w Berdiańsku w obwodzie zaporoskim. Pośmiertnie odznaczony tytułem Bohatera Federacji Rosyjskiej.

## Życiorys
Oleg Cokow urodził się 23 września 1971 roku w Gʻazalkencie, w Uzbeckiej Socjalistycznej Republice Radzieckiej w rodzinie wojskowego i nauczycielki. Ukończył szkołę średnią nr 35 w Semipałatyńsku w Kazachskiej Socjalistycznej Republice Radzieckiej.
W 1994 roku ukończył Taszkencką Wyższą Ogólnowojskową Szkołę Dowódczą. W 2000 roku ukończył studia w Akademii Wojskowej im. Michaiła Frunzego w Moskwie. Po ukończeniu studiów służył w Syberyjskim Okręgu Wojskowym jako dowódca plutonu, a następnie dowódca kompanii. Brał udział w pierwszej wojnie czeczeńskiej.
W latach 2000–2004 był dowódcą 2 Batalionu 74 Oddzielnej Brygady Strzelców Zmotoryzowanych jako major, a następnie podpułkownik. Brał udział w drugiej wojnie czeczeńskiej. W latach 2004–2006 był zastępcą dowódcy 74 Oddzielnej Brygady Strzelców Zmotoryzowanych. W latach 2006–2010 był dowódcą 228. Pułku Strzelców Zmotoryzowanych. W 2010 roku został oskarżony o oszustwa kontraktowe. Według śledczych przenosił poborowych na kontrakty i z powrotem, przywłaszczając sobie ich żołd.
Od 2011 do 2014 roku był zastępcą dowódcy 33. Samodzielnej Brygady Strzelców Zmotoryzowanych. Uczestniczył w aneksji Krymu przez Rosję. W latach 2014–2015 był dowódcą 810 Samodzielnej Gwardyjskiej Brygady Piechoty Morskiej stacjonującej na okupowanym przez Rosję Krymie. W latach 2015–2018 był dowódcą 205 Oddzielnej Brygady Strzelców Zmotoryzowanych. W latach 2018–2019 był zastępcą dowódcy 49 Armii Ogólnowojskowej Południowego Okręgu Wojskowego. Od 2015 roku uczestniczył w rosyjskiej interwencji w Syrii. 12 grudnia 2016 roku awansowany na generała majora.
W 2021 roku ukończył Wojskową Akademię Sztabu Generalnego Sił Zbrojnych Federacji Rosyjskiej. W latach 2021–2022 był pierwszym zastępcą dowódcy i szefem sztabu 2 Gwardyjskiej Armii Ogólnowojskowej.
Od 24 lutego 2022 roku brał udział w rosyjskiej inwazji na Ukrainę. Według władz w Kijowie Cokow brał udział w atakach rakietowych na miasta na Ukrainie. Od sierpnia 2022 roku był dowódcą 144 Dywizji Strzelców Zmotoryzowanych. We wrześniu 2022 roku został ranny w wyniku ukraińskiego ostrzału Swatowego w obwodzie ługańskim. Dekretem Prezydenta Federacji Rosyjskiej Władimira Putina z 17 lutego 2023 roku nadano mu stopień wojskowy generała porucznika.
Dowodził odpieraniem ukraińskiej kontrofensywy w obwodzie zaporoskim. 11 lipca 2023 roku zginął po ukraińskim ataku rakietowym dokonanym za pomocą rakiet Storm Shadow na punkt dowodzenia w Berdiańsku. W momencie śmierci był zastępcą dowódcy Południowego Okręgu Wojskowego. 19 lipca 2023 roku pośmiertnie otrzymał tytuł Bohatera Federacji Rosyjskiej. Został pochowany w Majkopie w Adygei. Według zapowiedzi władz lokalnych jedna z ulic w mieście zostanie nazwana imieniem generała.
19 października 2022 roku został wpisany na listę sankcyjną Ukrainy za „udział w nielegalnej inwazji na Ukrainę w 2022 roku poprzez przeprowadzanie ataków rakietowych na ludność cywilną i miasta Ukrainy”. 13 grudnia 2022 roku w związku z inwazją Rosji na Ukrainę został objęty sankcjami ze strony Wielkiej Brytanii i Nowej Zelandii za udział w atakach rakietowych na ukraińskie miasta. 25 lutego 2023 roku został wpisany na listę sankcyjną wszystkich krajów Unii Europejskiej za „udział w agresywnej wojnie przeciwko Ukrainie”. Z podobnych powodów znalazł się także na listach sankcyjnych Szwajcarii i Japonii.
Był żonaty z Jeleną, miał syna i córkę.

## Odznaczenia[1]
- Bohater Federacji Rosyjskiej (2023)
- Order Męstwa (trzykrotnie, 1995, 2000 i 2019);
- Order „Za zasługi wojskowe”;
- Medal „Za powrót Krymu”[9];
- Medal „Uczestnik operacji wojskowej w Syrii”[3];